# Louis Zukofsky
Louis Zukofsky (Nova Iorque, 23 de Janeiro de 1904 – 12 de Maio de 1978) foi um poeta dos Estados Unidos, de família lituana, falante da Língua iídiche. Foi o fundador e principal teórico do Objetivismo.

### Poesia, prosa, gravações
- The Writing of Guillaume Apollinaire/Le Style Apollinaire (1934), com René Taupin, Sasha Watson, Jean Daive and Serge Gavronsky, Univ Pr of New England, ISBN 0-819-56620-9; (Hardcover ISBN 0-819-56619-5)
- First Half of "A" 9 (edição privada, 1940)
- 55 Poems (1941)
- Anew (1946)
- Some Time: Short Poems (1956)
- Statements for Poetry (1958)
- Barely & Widely (1958)
- It Was (1959)
- "A" 1-12 (1959, 2nd edition 1966 (UK), 1967 (US))
- Louis Zukofsky: 16 Once Published (1962)
- Arise, Arise (1962/1973)
- Bottom: On Shakespeare dois volumes (Volume 2 is C. Zukofsky's musical setting of Shakespeare's Pericles) (1963)
- I's (Pronounced Eyes) (1963)
- Found Objects: 1962-1926 (1964)
- After I's (1964)
- Finally a Valentine: A Poem (1965)
- I Sent Thee Late (1965)
- Iyyob (1965)
- Little: An Unearthing (1965)
- All: The Collected Short Poems,1923-1958 (1965)
- All: The Collected Short Poems, 1956-1964 (1966)
- "A" 14 (1967)
- Fragment for Careenagers (1967)
- Ferdinand, Including "It Was" (1968)
- "A" 13-21 (1969)
- Catullus Fragmenta (com música de Celia Zukofsky) (1968)
- Prepositions: The Collected Critical Essays of Louis Zukofsky (1968)
- Catullus (1969)
- The Gas Age (1969)
- Autobiography (poemas feitos para música de C. Zukofsky) (1970)
- Little: For Careenagers (1970)
- Initial (1970)
- All: The Collected Short Poems, 1923-1964 (1971)
- "A" 24 (1972)
- "A" 22 & 23 (1975)
- 80 Flowers (1978)
- "A" (1978)
- Selected Letters of Ezra Pound and Louis Zukofsky (editado por Barry Ahearn) (1987)
- Collected Fiction (1990)
- Complete Short Poetry (1991)
- Selected Poems (editado por Charles Bernstein) (2006)

### Como editor
- An 'Objectivists' Anthology (1932)
- Test of Poetry (1948/1964)